# Bactericera substriola
Bactericera substriola är en insektsart som beskrevs av Ossiannilsson 1992. Bactericera substriola ingår i släktet Bactericera och familjen spetsbladloppor. Arten är reproducerande i Sverige. Inga underarter finns listade i Catalogue of Life.